# Жуль Сімон
Жуль Сімон (фр. Jules Simon; справжнє ім'я Жуль-Франсуа Сюїс фр. Jules François Suisse; 31 грудня 1814, Лор'ян — 8 червня 1896, Париж) — французький філософ, публіцист, політик та державний діяч, очолював кабінет міністрів Франції з 12 грудня 1876 до 17 травня 1877, член Французької академії.

## Біографія
Здобувши прекрасну освіту, Жуль Сімон працював професором філософії в Еколь Нормаль, потім в паризькій Сорбонні.
У 1848 обраний членом Національних зборів, де приєднався до поміркованих республіканців. У 1851 за відмову від складання присяги на вірність президенту Франції Луї Наполеону Бонапарту Жуль був позбавлений посад.

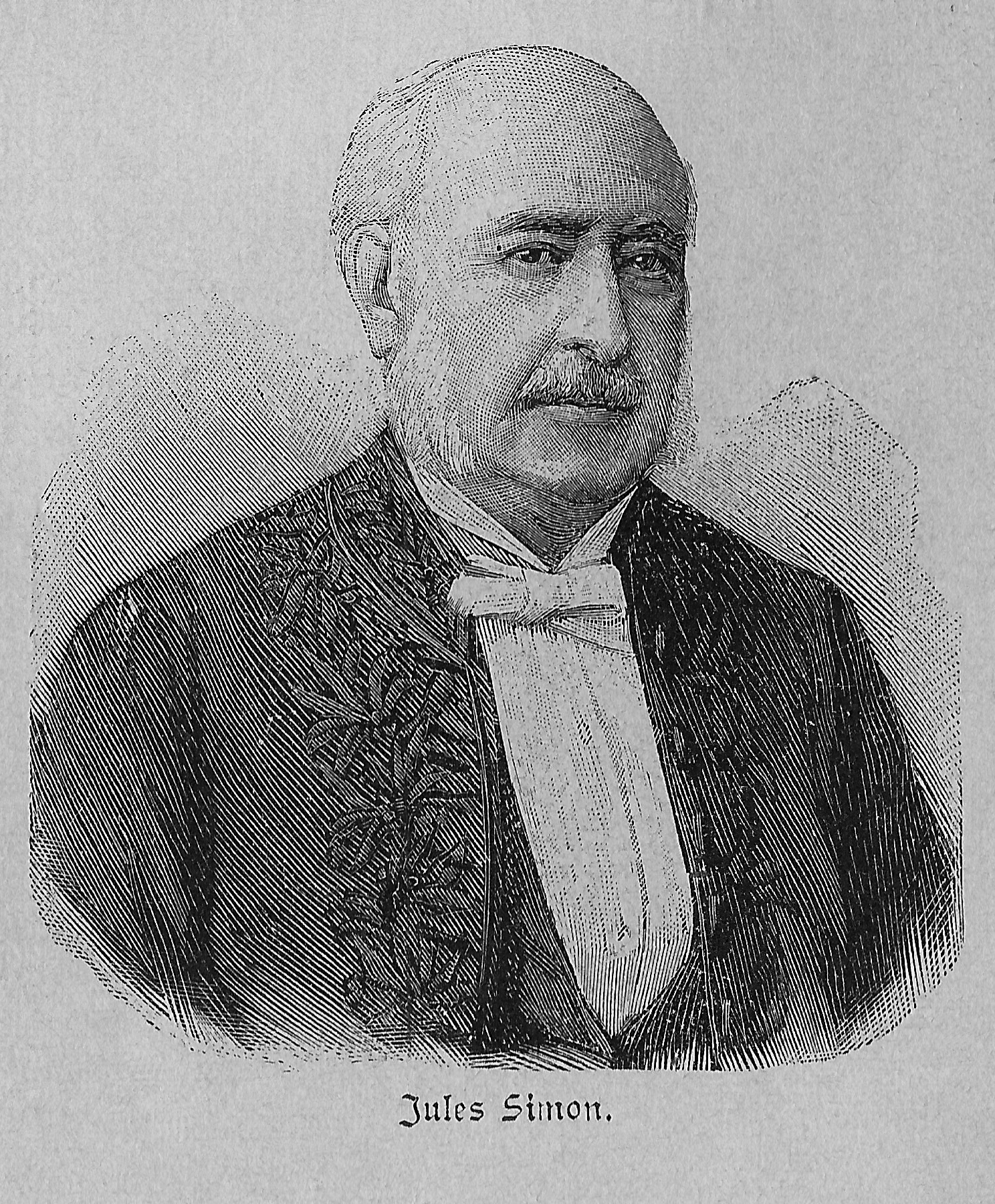
Жуль Сімон (1897)

У 1863 році Сімон обраний депутатом до Законодавчого корпусу, де був помітним лідером опозиції. У 1870 став членом уряду національної оборони, в якому обіймав посаду міністра народної освіти. У Національних зборах 1871 року він приєднався до поміркованої лівої партії (Республіканський союз) і майже до самої відставки Тьєра (у травні 1873) займав посаду міністра народної освіти. У грудні 1875 Жуль Симон обраний довічним сенатором. 
Наприкінці 1876 Сімон очолив кабінет міністрів Франції. У створеному ним кабінеті він обрав портфель міністра внутрішніх справ. Незважаючи на всю свою поміркованість, у травні 1877, в образливій формі відсторонений з посади прем'єр-міністра президентом Третьої французької республіки Патрісом де Мак-Магоном, на вимогу клерикалів, розлючених відгуком Сімона про лицемірний характер ватиканського полону Папи римського.
У 1890 був представником Франції на міжнародній конференції з робітничого законодавства. Переконаний прихильник ідей лібералізму, Сімон незмінно відстоював індивідуальні свободи громадян, однаково повставаючи як проти обмеження законної діяльності католицького духовенства, так і проти ідей державного соціалізму. Один з найдотепніших письменників свого часу, Сімон опублікував багато праць, які в доступній і витонченій формі трактували серйозні питання моралі і політики. Як філософ, Сімон – учень Кузена.
Жуль Сімон помер 8 червня 1896 року в Парижі.